# Rygol (powiat Augustowski)
Rygol is een dorp in de Poolse woiwodschap Podlachië. De plaats maakt deel uit van de gemeente Płaska en telt 150 inwoners.